# Léo Sauvage
Léo Sauvage (geb. als Léopold Smotriez; * 1915 in Mannheim; † 30. Oktober 1988 in New York City) war ein französischer Journalist und Autor.

## Leben
Mit der Familie zog er früh nach Nancy. Er studierte an der Sorbonne; im Zweiten Weltkrieg ging er nach Marseille, wo er in einer Theatergruppe das Vichy-Regime kritisierte. Mit seiner Frau zog er in das Hugenotten-Dorf Le Chambon-sur-Lignon, wo Juden geschützt wurden. Als Journalist schrieb er für die Libération und gründete die Zeitschrift La Rue.
1948 übersiedelte er in die USA, wo er für die Agence France-Presse arbeitete. 1959 war er einer der ersten Reporter auf Kuba, der Batistas Niedergang begleitete. Von 1950 bis 1975 war er in den USA Korrespondent des Figaro.
Nach dem Attentat auf John F. Kennedy gehörte er zu den Ersten, die das Untersuchungsergebnis der Warren-Kommission, demzufolge Lee Harvey Oswald den Mord verübte, bezweifelte. Er wies mehrfach nach, dass alle entlastenden Fakten gar nicht berücksichtigt wurden, insbesondere in seinem Buch L'Affaire Oswald.
Er war mit Barbara Suchowolska verheiratet. Über deren Schwester ist er der Onkel von Samuel Pisar.

## Schriften
- Autopsie du castrisme, Groupe Flammarion, 1962.
- L'Affaire Oswald, éditions de Minuit, 1965. – Deutsche Übersetzung von Wolfgang Libal unter dem Titel Gesucht: Kennedys Mörder, Wien: Molden, 1967.
- Voyages en Onusie, Éditions Grasset & Fasquelle, 1968.
- Le Cas Guevara, La Table Ronde, 1971.
- L'Énigme Nixon, comment en est-on arrivé-là...?, Elsevier, 1975.
- Les Américains - Enquête sur un mythe, Éditions Marabout, 1984.
- L'affaire Lumière. Du mythe à l'histoire, enquête sur les origines du cinéma, Paris: Lherminier, 1985.
- Les États-Unis face à l'Amérique centrale, Balland, 1989.

## Einzelbelege
1. ↑  Teilweise wird 1913 angegeben, sodass er mit 75 Jahren gestorben wäre.
2. ↑  John Simkin: Léo Sauvage. In: Spartacus Educational. September 1997, abgerufen am 29. Januar 2021.

| Personendaten    | Personendaten                      |
| ---------------- | ---------------------------------- |
| NAME             | Sauvage, Léo                       |
| ALTERNATIVNAMEN  | Smotriez, Léopold (Geburtsname)    |
| KURZBESCHREIBUNG | französischer Journalist und Autor |
| GEBURTSDATUM     | 1915                               |
| GEBURTSORT       | Mannheim                           |
| STERBEDATUM      | 30. Oktober 1988                   |
| STERBEORT        | New York City                      |